# لیگ دسته دوم فوتبال اسلوونی
لیگ دسته دوم فوتبال اسلوونی (اسلوونیایی: Druga slovenska nogometna liga) دومین لیگ معتبر فوتبال در کشور اسلوونی است که در سال ۱۹۹۱ بنیان‌گذاری شده و زیر نظر اتحادیه فوتبال اسلوونی برگزار می‌شود.